# Четвертий рейх
Четвертий рейх (нім. Viertes Reich) — гіпотетична наступниця Третього Рейху Адольфа Гітлера (1933–1945). Термін також використовується для позначення можливого відродження нацистських ідей, а також для принизливого ставлення до політичних опонентів.

## Походження терміна
Термін «Третій рейх» був введений Артуром Меллером ван ден Бруком у його книзі «Третя Імперія» (нім. Das Dritte Reich) 1923 року. Артур Меллер визначив Священну Римську імперію (800–1806) як «Перший Рейх», Німецьку імперію (1871–1918) як «Другий Рейх», тоді як «Третій Рейх» був постульованою ідеальною державою, що охоплює всіх німців, у тому числі в Австрії. У сучасному контексті цей термін стосується нацистської Німеччини. Це й було використано нацистами, щоб легітимізувати свій режим як державу-наступницю ретроактивно перейменованих Першими та Другими Рейхами.
Термін «Четвертий рейх» використовується по-різному. Неонацисти використовують його, щоб описати своє передбачуване відродження етнічно чистої держави, переважно посилаючись на нацистську Німеччину, але не обмежуючись нею. Інші використовували цей термін принизливо, як-от теоретики змови, такі як Макс Спірс, Пітер Левенда та Джим Маррс , які використовували його для позначення того, що вони сприймають як приховане продовження нацистських ідеалів.

## Неонацизм

Карта Німеччини у 1937 році

Неонацисти уявляють Четвертий Рейх як державу де додержуються верховенства арійської раси, антисемітизму, Lebensraum, агресивного мілітаризму і тоталітаризму. Після створення Четвертого Рейху німецькі неонацисти пропонують Німеччині придбати ядерну зброю та використати загрозу її використання як форму ядерного шантажу для повернення до колишніх кордонів Німеччини станом на 1937 рік.
Ґрунтуючись на памфлетах, опублікованих Девідом Мьяттом на початку 1990-х років, більшість неонацистів прийшли до думки, що піднесення Четвертого рейху в Німеччині покладе шлях до створення Західної імперії (Western Imperium), пан-арійської світової імперії, яка охопить всю населену землю народи якої переважно європейського походження (тобто Європа, Росія, Англо-Америка, Австралія, Нова Зеландія та Біла Південна Африка).

## Використання для позначення німецького впливу в Європейському Союзі
Деякі коментатори в Європі використовували термін «Четвертий рейх», щоб вказати на вплив, який, на їхню думку, Німеччина справляє в Європейському Союзі. Наприклад, Саймон Хеффер писав у Daily Mail, що економічна міць Німеччини, ще більше підсилена європейською фінансовою кризою, що є «економічною колонізацією Європи потай», за допомогою якої Берлін використовує економічний тиск, а не армію, щоб «повалити керівництво країн європейської нації». Це, за його словами, є «розквітом Четвертого рейху». Подібним чином Саймон Дженкінс з The Guardian написав, що це «велика іронія, що останнім подихом старої Європи має бути прагнення... німецької переваги». За словами Річарда Дж. Еванса з New Statesman, такої розмови не було чути після возз’єднання Німеччини, що викликало хвилю германофобських коментарів. Врівноважуючи перспективу, оглядач «Charlemagne» в The Economist повідомляє, що перспектива німецької гегемонії не відповідає реальності.
У серпні 2012 року італійська газета Il Giornale мала заголовок «Четвертий рейх» (Quarto Reich) як протест проти німецької гегемонії.
Ця перспектива набула особливого поширення у Сполученому Королівстві напередодні референдуму в ЄС 2016 року та подальших переговорів.
У грудні 2021 року, на тлі польської конституційної кризи  з 2015 року, Ярослав Качинський, віцепрем’єр-міністр Польщі та голова правлячої партії Польщі, заявив ультраправій польській газеті GPC, що «Німеччина намагається перетворити ЄС на федеративну державу. «Німецький четвертий рейх». Він пояснив, що мав на увазі зв’язок із першим Рейхом (Священною Римською імперією), а не з Третім (нацистською Німеччиною), і що в цьому порівнянні немає нічого негативного. Але він розкритикував бачення більшого федералізму, представлене Олафом Шольцом та його коаліцією, як «утопічне і тому небезпечне». Качинський зауважив, що «якби ми, [поляки], погодилися на таке сучасне підкорення, то були б багато в чому принижені»
.

## Використання для опису зростання правого популізму
Термін почали використовувати ліві коментатори, які вважали зростання правого популізму схожим на появу фашизму в Європі в 1920-х і 1930-х роках. В інтерв’ю 1973 року темношкірий американський письменник Джеймс Болдвін розповів своє бачення про переобрання Річарда Ніксона: «Щоб утримати негра на своєму місці, вони запровадили закон і порядок, але я називаю це Четвертим Рейхом». У 2019 році професор історії Ферфілдського університету, Гавріель Д. Розенфельд зауважив, що «забагато гіперболічних порівнянь – наприклад, між Дональдом Трампом і Адольфом Гітлером – притупляє силу історичних аналогій. Замало бажання бачити минуле небезпеки, що ховаються в сьогоденні, ризикуючи недооцінити останню та ігнорувати першу».

## Згадки в масовій культурі

### Кіно та телебачення
У фільмі «Залізне небо» в 1945 році залишки нацистів втекли на зворотний бік Місяця та заснували там Четвертий Рейх.
У серіалі «Мисливці» деякі нацистські лідери втекли до Південної Америки та планують заснувати Четвертий Рейх за допомогою нацистів, привезених до Сполучених Штатів під час операції «Скріпка».

### Книги та комікси
У романі Роберта Ладлама «Угода Голкрофта» 1978 року розповідається про розкриття змови прихованих нацистів у всьому світі, спрямованих на створення Четвертого рейху шляхом проникнення в різні підприємства та уряди країн. Його роман 1995 року «Вартовий Апокаліпсису» досягає своєї кульмінації зі знищенням Четвертого рейху в 1990-х роках і викриттям стародавнього Адольфа Гітлера, який контролює величезну транснаціональну корпорацію.
У британському коміксі 2000 AD  сюжет під назвою «Захват Шиклгрубера» де мисливці за головами Джонні Альфу та Вульфа Штернхаммера найнято повернутися в 1945 рік і привести Гітлера в майбутнє, щоб той постав перед судом. Гітлер, який убив Єву Браун невдовзі після того, як одружився з нею, і використав свого двійника, щоб імітувати самогубство, щоб він міг втекти та заснувати Четвертий Рейх, однак його затягує в майбутнє, не розуміючи, що відбувається.

### Відео ігри
Наприкінці Call of Duty: Vanguard деякі нацисти намагаються втекти від падіння нацистської Німеччини, щоб заснувати Четвертий рейх деінде.